# Тагиш (коммуна)
Тагиш — коммуна в Юкон, Канада. Тагиш расположен в узком месте между озёрами Тагиш и Марш. Он находится в 30 км к востоку от Каркросс. Район большого Тагиша, также включает в себя: поместья Тагиш, пляж Тагиш и подразделения Таку. Последние два из которых предназначены для коттеджей, но в настоящее время используются для всех типов домов. (Калифорнийский пляж является частью подразделения Тагиш-Бич.) Пляж Тагиш и Таку имеют свой собственный общественный зал. Население Тагиша в 2016 году составляло 249 человек
Дорога Тагиш была построена в 1942 году для нефтепровода от Скагуэй до Уотсон-Лейк. Именно возле этой дороги возникло данная коммуна. Предыдущая коммуна находилась в 3 км к югу от нынешнего места, вдоль озера Тагиш.
Само название Тагиш, происходит от слова «Та-гиш-ай» (англ. Ta-Gish-Ai) , которое означает «Ловушка для рыб»